# Capistrano (Italia)
Capistrano (Capistrànu in calabrese, Kapistikòn, Καπιστικόν in greco bizantino) è un comune italiano di 935 abitanti della provincia di Vibo Valentia in Calabria.

## Origini del nome
L'etimologia avrebbe tre ipotesi. Per E. Barillaro deriverebbe da "vincastro", per il capistranese Padre Concezio Galloro (1916-1979) dal greco Capistikon ("sto sotto il monte", ossia Coppari 961 m s.l.m.), per il capistranese Giovanni Manfrida (1914-2009) da "capestro" con riferimento al rapporto di sudditanza che i residenti avevano verso i Padri basiliani che in Capistrano avevano un convento (toponimo: Capisticum nel 1211).

## Storia

### Simboli

Gonfalone comunale

Lo stemma e il gonfalone sono stati concessi con DPR del 24 febbraio 1995.
Il gonfalone è un drappo di giallo con la bordatura di rosso.

## Monumenti e luoghi d'interesse
Nella chiesa madre di Capistrano, di stile tardo barocco, si trovano varie statue lignee policrome di pregio del Settecento e Ottocento, il pregevole cenotafio ed il sepolcro del 1770 (in marmo bianco di Carrara) del nobile Pietro Bongiorno, il dipinto Battesimo di Gesù nel fiume Giordano, attribuito fin dal 1966 al noto pittore francese Pierre-Auguste Renoir, giunto qui nel dicembre 1881, su invito del prete capistranese don Giacomo Rizzuti, conosciuto a Napoli, favorito anche dal fatto che doveva recarsi a Palermo per fare il ritratto a Wagner. La facciata della chiesa madre ha tre porte bronzee istoriate.
Ai margini della strada comunale "Montagna", si trova la statua di Cristo Redentore. Più a monte una millenaria e meravigliosa foresta di faggi, abeti, pini, castagni, con aree picnic, fontane, fiumi e torrenti.

## Società

### Evoluzione demografica
Abitanti censiti

## Infrastrutture e trasporti
Il comune è attraversato dalla Strada statale 110 di Monte Cucco e di Monte Pecoraro e dalla strada provinciale 47.

## Amministrazione
Elenco dei Sindaci di Capistrano dal 1810 al 2022 (1)
| SINDACI                           | dal  | al   | anni | Partito politico / note |
| Condello Domenico                 | 1810 | 1810 | 1    |                         |
| Pasceri Domenico                  | 1811 | 1812 | 2    |                         |
| Cilurzo Giuseppe                  | 1813 | 1814 | 2    |                         |
| Buongiorno Pietro M.              | 1815 | 1816 | 2    |                         |
| Pisani Domenico                   | 1817 | 1818 | 2    |                         |
| Pasceri Domenico                  | 1919 | 1919 | 1    |                         |
| Buongiorno Giuseppe               | 1820 | 1820 | 1    |                         |
| Pisani Domenico                   | 1821 | 1823 | 3    |                         |
| Rizzuto Francesco                 | 1824 | 1825 | 2    |                         |
| Pasceri Domenico                  | 1826 | 1828 | 3    |                         |
| Servello Giovanni                 | 1829 | 1832 | 4    |                         |
| Pisani Domenico                   | 1839 | 1840 | 2    |                         |
| Buongiorno Carlo                  | 1841 | 1843 | 3    |                         |
| Pisani Domenico                   | 1844 | 1846 | 3    |                         |
| Buongiorno Giuseppe               | 1847 | 1851 | 5    |                         |
| Manfrida Giuseppe                 | 1852 | 1854 | 3    |                         |
| Ceniti Domenico                   | 1855 | 1857 | 3    |                         |
| Rizzuto Tommaso                   | 1858 | 1861 | 4    |                         |
| Buongiorno Francesco              | 1862 | 1887 | 26   | Monarchia               |
| Manfrida Nicola                   | 1888 | 1890 | 3    | Monarchia               |
| Buongiorno Gian Giacomo           | 1891 | 1894 | 4    | Monarchia               |
| D’Astoli Tommaso                  | 1895 | 1899 | 5    | Monarchia               |
| Buongiorno Gian Giacomo           | 1900 | 1914 | 15   | Monarchia               |
| Florio Luigi                      | 1915 | 1920 | 6    | Monarchia               |
| Bungiorno Camillo                 | 1921 | 1925 | 5    | Monarchia               |
| Periodo fascista                  |      |      |      |                         |
| Buongiorno Camillo                | 1926 | 1927 | 2    | Monarchia - Fascismo    |
| Basile Ferdinando                 | 1928 | 1929 | 2    | Monarchia – Fascismo    |
| Natale Domenico                   | 1930 | 1930 | 1    | Monarchia - Fascismo    |
| Buongiorno Camillo                | 1931 | 1931 | (1)  | Monarchia - Fascismo    |
| Lo Moro Raffaele                  | 1931 | 1931 | (1)  | Monarchia – Fascismo    |
| Vinci Francesco                   | 1931 | 1931 | (1)  | Monarchia - Fascismo    |
| Pasceri Carlo                     | 1932 | 1935 | 4    | Monarchia - Fascismo    |
| Buongiorno Francesco (fu Camillo) | 1936 | 1936 | 1    | Monarchia – Fascismo    |
| Natale Domenico                   | 1937 | 1943 | 7    | Monarchia - Fascismo    |
| Fera Vincenzo                     | 1943 | 1945 | 2    | Commissario prefettizio |
| SINDACI della Repubblica Italiana |      |      |      |                         |
| Manfrida Giovanni                 | 1945 | 1949 | 4    | DemocraziaCristiana     |
| Montesano Raffaele                | 1950 | 1950 | 1    | Commissari prefettizio  |
| Serrao Guerino                    | 1951 | 1952 | 2    | Commissari prefettizio  |
| Fera Giuseppe                     | 1952 | 1955 | 4    | Democrazia Cristiana    |
| Manduca Domenico                  | 1955 | 1960 | 5    | Democrazia Cristiana    |
| Fera Giuseppe                     | 1960 | 1964 | 4    | Democrazia Cristiana    |
| Pasceri Antonio                   | 1964 | 1970 | 6    | Democrazia Cristiana    |
| Pasceri Antonio                   | 1970 | 1975 | 5    | Democrazia Cristiana    |
| Pasceri Antonio                   | 1975 | 1980 | 5    | Democrazia Cristiana    |
| Pasceri Antonio                   | 1980 | 1984 | 4    | Democrazia Cristiana    |
| Pasceri Antonio                   | 1984 | 1989 | 5    | Democrazia Cristiana    |
| De Piano Francesco                | 1989 | 1993 | 4    | Lista civica “Campana”  |
| De Piano Francesco                | 1993 | 1997 | 4    | Lista civica “Campana”  |
| De Piano Francesco                | 1997 | 2002 | 5    | Lista civica “Campana”  |
| Arone Renato                      | 2002 | 2007 | 5    | Lista civica            |
| Caputo M. Roberto                 | 2007 | 2012 | 5    | Lista civica            |
| Caputo M. Roberto                 | 2012 | 2017 | 5    | Lista civica            |
| Martino Pio Marco                 | 2017 | 2022 | 5    | Lista civica            |

[1] L’elezione del Consiglio comunale e del Sindaco venne, in Italia, sospesa durante i periodi bellici (1914-1919 e 1937- 1945) e fascista (1926-1943).
| Periodo        | Periodo        | Primo cittadino         | Partito                                                    | Carica  | Note |
| -------------- | -------------- | ----------------------- | ---------------------------------------------------------- | ------- | ---- |
| 12 giugno 1994 | 24 maggio 1998 | Francesco De Piano      | Partito Popolare Italiano                                  | sindaco |      |
| 24 maggio 1998 | 27 maggio 2002 | Francesco De Piano      | lista civica di centro-sinistra                            | sindaco |      |
| 27 maggio 2002 | 28 maggio 2007 | Renato Savio Arone      | lista civica                                               | sindaco |      |
| 28 maggio 2007 | 7 maggio 2012  | Marcello Roberto Caputo | lista civica                                               | sindaco |      |
| 7 maggio 2012  | 12 giugno 2017 | Marcello Roberto Caputo | lista civica Continuità per un futuro migliore             | sindaco |      |
| 12 giugno 2017 | 13 giugno 2022 | Marco Pio Martino       | Unione di Centro lista civica Noi verso un futuro migliore | sindaco |      |
| 13 giugno 2022 | in carica      | Marco Pio Martino       | lista civica Città futura                                  | sindaco |      |